# Lillsjön (Sköllersta socken, Närke)
Lillsjön var en sjö, nu våtmark, i Hallsbergs kommun i Närke som ingår i Nyköpingsåns huvudavrinningsområde.